# ノルウェー史 (書物)
『ノルウェー史』（ノルウェーし、羅: Historia Norwegiæ, ヒストリア・ノルベジエ）は、ラテン語で書かれたノルウェーの歴史書である。現在のノルウェーにあたる地域における歴史上の記録としては最も古いものの一つとされている。成立時期は12世紀から13世紀の間で諸説ある。また、作成した人物が誰なのかも作成の事情も今なお議論があって定説をみておらず、無名の僧侶によって書かれたとも言われている。

## 解説
『ノルウェー史』は、『ノルウェー諸王のサガ要約』( Ágrip af Nóregs konunga sögum ) と 修道士テオドリクス の著書『ノルウェー古代列王史』(Historien om de gamle norske kongene) とともに、ノルウェーの歴史を概説するものである。『ノルウェー史』の原本が書かれた時期は、1160年から1175年の間が有力視されているが、詳細な議論から、より確実には1220年までの間とされ、ノルウェー東部で書かれたものと推測されている。
唯一現存する写本は、スコットランド貴族ダールハウジー伯爵が個人的に所有しブリキン城に保管されていた通称「ダールハウジー写本」（現スコットランド国立文書館蔵）である。
「ダールハウジー写本」は35葉のフォリオ (二つ折り紙) から成り、うち歴史的な記述が8篇あるが「ノルウェー史」自体はそのうち最初の3篇（1-12r）である。後の5篇はスコットランドの歴史でスコットランド語で記述されている。かつて「ダールハウジー写本」は15世紀中頃、1443年から1460年の間のものと考えられていたが、最近はおおよそ1500年から1510年の間に書かれたものであると考えられている (Chesnutt 1985, pp. 76, 88) 。
『ノルウェー史』のテキスト自体は、1211年に起きた火山噴火を当時の出来事として言及していることや、オークニー諸島 (Orkney) がノルウェーの統治下にあるという記述などから、
より古い時代に成立したものと考えられる。
この写本のとりわけ興味深い点は、スカルド詩人のフヴィンのシヨードールヴ による『ユングリンガ・タル』(Ynglinga tal ) のラテン語訳が、スノッリ・ストゥルルソン (Snorri Sturluson) による『ヘイムスクリングラ』(Heimskringla ) の『ユングリング家のサガ』(Ynglinga saga ) の記述を除いた独立した形で含まれていることである。また、サーミ人のシャーマンが行う交霊会（ガンドゥスを喚ぶ儀式）の説明など、独自の民族誌的な記述が含まれていて、多くの歴史的事実の最古の証言が保存されている。
1850年に写本は、ノルウェーの歴史家であるペーテル・アンドレアス・ムンクによって、Symbolæ ad Historiam Antiquiorem Rerum Norwegicarum の題で出版された。長い間、標準的なテキストとされたのは Storm (1880) で、最初の英訳版として Kunin and Phelpstead (2001) がある。また、新しい重要なテキストとして Ekrem, Mortensen, and Fisher (2003) がある。

## 内容
『ノルウェー史』の内容は以下のとおりである。
- I. ノルウェーとその領地についての短い地理的な解説と、ノルウェーの簡潔な歴史
- II. オークニー伯爵の系譜
- III. ノルウェー王の一覧

## 日本語訳
- 成川岳大 「翻訳 『ヒストリア・ノルベジエ (ノルウェー史) Historia Norwegie』本文及び解題」、『北欧史研究』第26号、バルト＝スカンディナヴィア研究会、2009年9月。